# Pseudoparenchyma

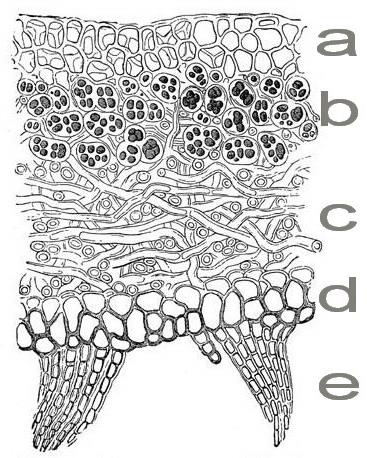
Pseudoparenchyma u porostów w korze górnej, dolnej i chwytnikach: a – kora górna, b – warstwa glonowa, c – warstwa miąższowa, d – kora dolna, e – chwytniki

Pseudoparenchyma lub paraplektynchyma – rodzaj pseudotkanki występujący u grzybów i glonów. Składa się ze ściśle upakowanych jednokomórkowych strzępek i swoim wyglądem przypomina tkanki roślin wyższych, szczególnie tkankę miękiszową. Komórki pseudoparenchymy mają przeważnie owalny kształt i są izodiametryczne (tzn. nie zróżnicowane).
U grzybów z pseudoparenchymy zbudowane są:
- skleroty (sklerocja) – twarde twory o różnym kształcie i wielkości, zwykle czarne na powierzchni, które mają za zadanie zachować formy życiowe grzyba w niesprzyjających warunkach (np. susza, mróz).
- pseudoskleroty (pseudosklerocja) – zwarte skupienia strzępek obejmujące podłoże, np. glebę, kamienie, resztki owoców
- sznury grzybniowe – wiązki równolegle ułożonych strzępek
- ryzomorfy – zbite skupiska równolegle ułożonych i silnie połączonych strzępek służące do dostarczania powietrza, wody i substancji pokarmowych.
- podkładki (stroma) – zwarte skupienie strzępek, na lub w którym tworzą się zarodniki lub owocniki. Czasami strzępki stromy obejmują zarówno tkankę gospodarza, jak i podłoże[3].

Z pseudoparenchymy zbudowana jest też często kora u porostów, zwłaszcza kora górna. Pseudoparenchyma występuje również u niektórych glonów (szczególnie brunatnic i krasnorostoów) i zbudowana jest u nich ze ściśle upakowanych nitek.